# Arn – Riket vid vägens slut
Arn – Riket vid vägens slut är en långfilm baserad på Jan Guillous romantrilogi om den svenske korsriddaren Arn Magnusson. Filmen hade biopremiär i Sverige den 22 augusti 2008 och är en fortsättning på filmen Arn – Tempelriddaren från 2007.

## Handling
Jerusalem faller när Tempelriddarna förlorar ett slag mot sultan Saladin. Saladin, som är en vän till Arn sedan tidigare, skonar hans liv. Han ger även Arn guld, tio skickliga hantverkare och krigare och han får återvända hem till Götaland. Arn återvänder hem för att skapa enighet och fred i sitt eget land och äntligen gifta sig med Cecilia.
I Götaländerna finns det dock de som av politiska skäl vill hålla honom och hans älskade Cecilia ifrån varandra, främst Birger Brosa, men Arn och Cecilia framhärdar båda och gifter sig. De bygger ett hem på Forsvik och får ett syskon till den nu vuxna sonen Magnus; dottern Alde. När kung Knut avlider av sjukdom, kräver Sverkersätten – understödda av danskarna – kungamakten. Folkungarna ger Sverkersätten sitt stöd, under förutsättning att kung Knuts son Erik accepteras som tronföljare.
Efter en tid försöker emellertid kung Sverker mörda Erik och hans yngre bröder. När vetskapen om detta når Arn, rustar han för krig.

## Om filmen
Filmen spelades in 10 januari–12 juli 2007 i Glasgow och Marocko. Den är också till stora delar inspelad i Västergötland. Kulissbyggnader från filmen såldes och ingick därefter i Medeltidens Värld i Västergötland.

### Språk
För att tydliggöra de kulturella skillnaderna används olika språk i dialogen: svenska, engelska, arabiska, norska och danska. Engelska används för att symbolisera latin och franska. Den del av dialogen som inte är på svenska textas på detta språk.

## Rollista
- Joakim Nätterqvist – Arn Magnusson
- Sofia Helin – Cecilia Algotsdotter
- Morgan Alling – Eskil Magnusson
- Stellan Skarsgård – Birger Brosa
- Martin Wallström – Magnus Månsköld
- Elise Pärnänen – Alde
- Nijas Ørnbak-Fjeldmose – Sune Folkesson
- Josef Cahoon – Sigge Folkesson
- Gustaf Skarsgård – kung Knut Eriksson
- Fanny Risberg – drottning Cecilia Blanka
- Bill Skarsgård – Erik Knutsson
- Valter Skarsgård – Jon Knutsson
- Anton Näslund – Lill-Knut
- Joel Kinnaman – kung Sverker Karlsson
- Jakob Cedergren – Ebbe Sunesson
- Bibi Andersson – Moder Rikissa
- Annika Hallin – syster Leone
- Zakaria Atifi – Ibrahim
- Tomas Bolme – domprosten
- Göran Ragnerstam – biskop Erland
- Svante Hildesson – kunglig hirdman
- Milind Soman – Saladin
- Anders Baasmo Christiansen – Harald
- Nicholas Boulton – Gérard de Ridefort
- Frank Sieckel – Sigfried de Turenne
- Zinoun Chams-Eddine – Saladins tjänare
- Driss Roukhe – Fakhir
- Sven-Bertil Taube – Berättare

## Musik i filmen
Filmens musik är skriven av Tuomas Kantelinen. Marie Fredriksson sjunger ledmotivet till filmen, låten Där du andas.

## Priser
Filmen vann biopublikens pris under Guldbaggegalan 2009. Därmed slog den Patrik 1,5 och Låt den rätte komma in, som biobesökarnas favoritfilm.

### Fotnoter
1. ↑  ”Arn - riket vid vägens slut”. Svensk filmdatabas. 22 augusti 2008. Arkiverad från originalet den 23 september 2016. https://web.archive.org/web/20160923104525/http://www.sfi.se/sv/svensk-filmdatabas/Item/?itemid=62762&type=MOVIE&iv=Basic. Läst 22 september 2016.